# Paratiba
Een Paratiba is de 'klassieker' van het Braziliaanse voetbal tussen Coritiba en Paraná Clube. De laatste komt voort uit een fusie van twee oudere teams. Met die fusie werd Paraná Clube in één klap een van de sterkste teams van Paraná, ook omdat de twee traditionele topteams Coritiba en Atlético Paranaense in de jaren 1990 een dip beleefden. Paraná Clube domineerde de staatskampioenschappen in het begin van haar bestaan, meestal een van de andere twee grootheden verslaand in de finale. Op die manier zijn de onderlinge wedstrijden al snel klassiekers geworden. Vandaag de dag is de Paratiba na de Atletiba (wedstrijd tussen Coritiba en Atlético Paranaense) de grootste klassieker van de staat.

## Geschiedenis

### Achtergrond
Het begin van de rivaliteit ligt in het jaar 1991. Een jaar eerder had Paraná Clube in haar eerste wedstrijd ooit, tevens de eerste Paratiba ooit, met 1-0 verloren van Coritiba. In 1991 kwamen de twee clubs elkaar tegen in de finale van het Campeonato Paranaense. Coritiba moest winnen en nam ook de leiding door een doelpunt van Pachequinho, maar aan het einde van de wedstrijd maakt Ednelson gelijk voor Paraná Clube en wint laatstgenoemde de eerste titel uit de geschiedenis.
In 1996 krijgt Coritiba de kans op wraak, maar weer is Paraná Clube te sterk. Zowel in eigen huis als uit in het Couto Pereira wint Paraná, en pakt daarmee alweer de vierde titel op rij. In 1999 lukt het Coritiba dan wel om in de finale van Paraná te winnen. In de openingswedstrijd van het toernooi wint Paraná nog met 6-2, maar in de eerste finalewedstrijd wint Coritiba met 1-0. De terugwedstrijd eindigt in 2-2, en dus heeft Coritiba in de derde en laatste wedstrijd op neutraal terrein genoeg aan een gelijkspel. Paraná komt nog voor met 2-0, maar aan het eind van de wedstrijd staat het 2-2, en heeft Coritiba de eindoverwinning te pakken. Dit moment tekent bovendien het einde van de dominantie van Paraná in het Campeonato Paranaense en de Paratiba tot op dit moment.

## Statistieken

### Wedstrijden
De grootste overwinning staat op naam van Paraná Clube, dat op 6 april 2002 met 6-1 won van Coritiba. Coritiba's grootste overwinning was 5-0 op 24 april 2021. Veertien keer speelden de twee teams 1-1, zes keer 0-0 en zeventien keer won een van de teams met 1-0. Coritiba bleef een keer 428 en een keer 421 zonder tegendoelpunt in de onderlinge confrontaties, terwijl Paraná niet verder kwam dan 347 minuten.
| Wedstrijden                                                                                  | Wedstrijden                     | Wedstrijden | Wedstrijden | Wedstrijden | Wedstrijden | Wedstrijden | Wedstrijden | Wedstrijden | Wedstrijden |
| Competitie                                                                                   | Competitie                      | W           | CFC         | G           | PC          |             |             |             |             |
| -------------------------------------------------------------------------------------------- | ------------------------------- | ----------- | ----------- | ----------- | ----------- | ----------- | ----------- | ----------- | ----------- |
| -                                                                                            | Campeonato Paranaense           | 51          | 19          | 13          | 19          |             |             |             |             |
| CFC                                                                                          | Campeonato Brasileiro - Série A | 14          | 6           | 5           | 3           |             |             |             |             |
| PC                                                                                           | Campeonato Brasileiro - Série B | 6           | 1           | 3           | 2           |             |             |             |             |
| PC                                                                                           | Copa Sul/Sul-Minas              | 3           | 0           | 1           | 2           |             |             |             |             |
| -                                                                                            | Copa Cidade de Curitiba         | 1           | 0           | 0           | 1           |             |             |             |             |
| -                                                                                            | Vriendschappelijk               | 1           | 0           | 1           | 0           |             |             |             |             |
| PC                                                                                           | Torneio Sesquicentenário        | 2           | 0           | 1           | 1           |             |             |             |             |
| PC                                                                                           | TOTAAL                          | 78          | 26          | 24          | 28          |             |             |             |             |
| W - wedstrijden; CFC - overwinningen Coritiba; G - gelijke spelen; PC - overwinningen Paraná |                                 |             |             |             |             |             |             |             |             |

### Doelpuntenmakers
| Topscorers                                  | Topscorers      | Topscorers | Topscorers | Topscorers | Topscorers | Topscorers | Topscorers | Topscorers | Topscorers |
| Naam                                        | Naam            | G          |            |            |            |            |            |            |            |
| ------------------------------------------- | --------------- | ---------- | ---------- | ---------- | ---------- | ---------- | ---------- | ---------- | ---------- |
| PC                                          | Saulo           | 10         |            |            |            |            |            |            |            |
| CFC                                         | Pachequinho     | 6          |            |            |            |            |            |            |            |
| CFC                                         | Cléber          | 5          |            |            |            |            |            |            |            |
| PC                                          | Reginaldo Vital | 5          |            |            |            |            |            |            |            |
| PC                                          | Lúcio Flávio    | 5          |            |            |            |            |            |            |            |
| CFC                                         | Marcel          | 4          |            |            |            |            |            |            |            |
| PC                                          | Claudinho       | 4          |            |            |            |            |            |            |            |
| D - Doelpunten; CFC - Coritiba; PC - Paraná |                 |            |            |            |            |            |            |            |            |